# 贾加特辛格阿普尔
贾加特辛格阿普尔（Jagatsinghapur），是印度奥里萨邦Jagatsinghapur县的一个城镇。总人口30688（2001年）。

## 人口
该地2001年总人口30688人，其中男性15942人，女性14746人；0—6岁人口3085人，其中男1689人，女1396人；识字率75.46%，其中男性为81.07%，女性为69.40%。